# Johann Adam von Ickstatt

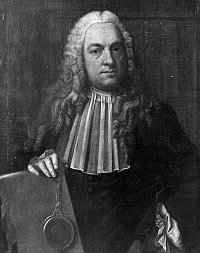
Johann Adam von Ickstatt

Johann Adam von Ickstatt (ur. 6 stycznia 1702 w Eppstein – zm. 17 sierpnia 1776 w Waldsassen) - był niemieckim pedagogiem i dyrektorem Uniwersytetu w Ingolstadt. Także profesor prawa tamże. Był głównym promotorem oświecenia w Bawarii. Ojciec chrzestny Adama Weishaupta.